# Sixx:A.M.
Sixx:A.M. — американская супергруппа, основанная в 2007 году бас-гитаристом Mötley Crüe Никки Сиксом как сторонний проект.
Для записи материала был приглашен гитарист Диджей Ашба и Джеймс Майкл на роль вокалиста.
Название группы происходит от фамилий участников (Sixx, Ashba, Michael).

## История

### The Heroin Diaries Soundtrack
Никки Сикс планировал записать музыку в дополнение к своей книге «The Heroin Diaries: A Year in the Life of a Shattered Rock Star».21 августа 2007 группа выпустила альбом «The Heroin Diaries Soundtrack».
Концертная версия альбома была записана в Лос-Анджелесе 16 июля 2007.
Поскольку у группы нет барабанщика, Джеймс Майкл сделал барабанные партии через компьютер.
25 апреля 2008 года группа заявила, что отправятся в тур «Crüe Fest» вместе с Mötley Crüe, Buckcherry, Papa Roach и Trapt. Тур начался 1 июля 2008 в Уэст-Палм-Бич, штат Флорида, США. Во время тура барабанные партии исполнял барабанщик Papa Roach Тони Палермо.
Делюкс-издание альбома было издано 25 ноября 2008, и включало в себя концертные записи из тура.

### This Is Gonna Hurt
После появившихся слухов, что группа начала запись второго студийного альбома, находясь в туре летом 2008 года, Никки Сикс подтвердил информацию о начале работы над следующим альбомом группы.
В апреле 2009 Джеймс Майкл и Никки Сикс заявили, что группа в настоящее время работает в студии, записывая новый материал. По словам Сикса второй альбом так же, как и первый, будет концептуальным. Он также добавил, что новый альбом будет «сюрпризом».
16 февраля 2011 на сайте Sixx Sense состоялась мировая премьера клипа на песню «Lies of the beautiful people», полноценный сингл же выйдет 1 марта.
Первоначально, выпуск альбома «This Is Gonna Hurt» был намечен на 10 мая 2011. А позднее Сикс объявил, что релиз был передвинут на более раннюю дату — 3 мая. Участники Sixx A.M. приняли такое решение, следуя настойчивым просьбам фанатов.

## Состав
- Джеймс Майкл — вокал, ритм-гитара, клавишные, программирование ударных
- Дарен Джей Ашба — гитара, бэк-вокал
- Никки Сикс — бас-гитара, бэк-вокал

Туровые музыканты
- Глен Собел — ударные, перкуссия (2007)
- Тони Палермо — ударные, перкуссия (2008)
- Пёрл Эдей — бэк-вокал (2008)
- Дастин Стэйнк - ударные, перкуссия (2015-2017)
- Мелисса Хардинг - бэк-вокал (2015-2017)
- Амбер Ванбускирк - бэк-вокал (2015-2017)

## Дискография

### Студийные альбомы
| Год  | Альбом                                                                               | Места в чартах | Места в чартах | Места в чартах |
| Год  | Альбом                                                                               | US             | CAN            | UK             |
| ---- | ------------------------------------------------------------------------------------ | -------------- | -------------- | -------------- |
| 2007 | The Heroin Diaries Soundtrack - Релиз: 21 августа, 2007 - Лейбл: Eleven Seven Music  | 62             | 54             | 70             |
| 2011 | This Is Gonna Hurt - Релиз: 3 мая, 2011 - Лейбл: Eleven Seven Music                  | 10             | 14             | 60             |
| 2014 | Modern Vintage - Релиз: 7 октября, 2014 - Лейбл: Eleven Seven Music                  | 20             | 22             | 69             |
| 2016 | Prayers For The Damned, Vol. 1 - Релиз: 29 апреля, 2016 - Лейбл: Eleven Seven Music  | 19             | 12             | 30             |
| 2016 | Prayers For The Blessed, Vol. 2 - Релиз: 18 ноября, 2016 - Лейбл: Eleven Seven Music | 37             | 31             | 85             |

### Мини-альбомы
| Год  | Альбом                                                                                          |
| ---- | ----------------------------------------------------------------------------------------------- |
| 2008 | X-Mas in Hell - Релиз: 10 июня, 2008 - Лейбл: Eleven Seven Music - Формат: цифровой мини-альбом |
| 2008 | Live Is Beautiful - Релиз: 25 ноября, 2008 - Лейбл: Eleven Seven Music - Формат: CD             |
| 2011 | 7 - Релиз: 13 декабря, 2011 - Лейбл: Eleven Seven Music - Формат: цифровой мини-альбом          |

### Синглы
| Год  | Песня                          | Места в чартах | Места в чартах | Места в чартах | Места в чартах | Места в чартах | Места в чартах | Места в чартах | Места в чартах | Сертификация | Альбом                          |
| Год  | Песня                          | US             | US Main.       | US Alt.        | CAN            | CAN Rock       | CAN Alt        | UK             | UK Rock        | Сертификация | Альбом                          |
| ---- | ------------------------------ | -------------- | -------------- | -------------- | -------------- | -------------- | -------------- | -------------- | -------------- | ------------ | ------------------------------- |
| 2007 | «Life Is Beautiful»            | 104            | 2              | 25             | 72             | —              | —              | 58             | 3              | США: Золотой | The Heroin Diaries Soundtrack   |
| 2008 | «Pray for Me»                  | —              | 29             | —              | —              | —              | —              | —              | —              |              | The Heroin Diaries Soundtrack   |
| 2008 | «Tomorrow»                     | —              | 33             | —              | 76             | —              | —              | 70             | 15             |              | The Heroin Diaries Soundtrack   |
| 2008 | «Accidents Can Happen»         | —              | —              | —              | —              | —              | —              | —              | —              |              | The Heroin Diaries Soundtrack   |
| 2011 | «Lies of the Beautiful People» | 102            | 1              | 31             | —              | 3              | 38             | —              | —              |              | This Is Gonna Hurt              |
| 2011 | «This Is Gonna Hurt»           | —              | 8              | —              | —              | 28             | —              | —              | —              |              | This Is Gonna Hurt              |
| 2012 | «Are You with Me Now»          | —              | 32             | —              | —              | 38             | —              | —              | —              |              | This Is Gonna Hurt              |
| 2014 | «Gotta Get It Right»           | —              | 12             | —              | —              | —              | —              | —              | —              |              | Modern Vintage                  |
| 2014 | «Stars»                        | —              | 6              | —              | —              | —              | —              | —              | —              |              | Modern Vintage                  |
| 2015 | «Drive»                        | —              | 30             | —              | —              | —              | —              | —              | —              |              | Modern Vintage                  |
| 2016 | Rise                           |                | 3              |                |                |                |                |                |                |              | Prayers For The Damned, Vol.1   |
| 2016 | Prayers For The Damned         |                | 14             |                |                |                |                |                |                |              | Prayers For The Damned, Vol.1   |
| 2016 | We Will Not Go Quietly         |                | 14             |                |                |                |                |                |                |              | Prayers For The Blessed, Vol. 2 |

### Видео
| Год  | Детали альбома                                                                      |
| ---- | ----------------------------------------------------------------------------------- |
| 2009 | Crüe Fest - Релиз: 24 марта, 2009 - Лейбл: Mötley, Eleven Seven Music - Формат: DVD |

## Интересные факты
- Трек группы "We Will Not Go Quietly" является заглавной темой второго сезона байкерского сериала "Под прикрытием" (Gangland Undercover)
- В свою очередь участник группы Диджей Ашба ранее исполнил камео в другом байкерском сериале "Сыны Анархии", 5 сезон, эпизод 12 "Укол" (Darthy).